# Droga międzynarodowa M21 (Ukraina)
Droga magistralna M21 (ukr. Автомагістраль M 21) − droga na Ukrainie, przebiega przez obwód żytomierski i winnicki. Prowadzi z Wystupowiczów na granicy z Białorusią do przejścia granicznego w Mohylowie Podolskim, na granicy z Mołdawią. Długość trasy wynosi 413,4 km.
Do 2015 odciek od granicy z Białorusią do Żytomierza oznaczony był jako droga regionalna R28.

## Ważniejsze miejscowości leżące na trasie M21
- Owrucz
- Korosteń
- Czerniachów
- Żytomierz
- Berdyczów
- Kalinówka
- Winnica
- Żmerynka